# Perseus của Macedonia

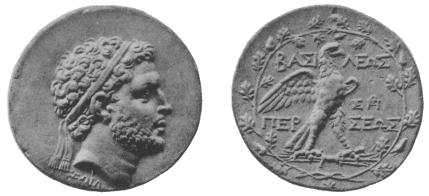
Tiền xu của Perseus của Macedonia. Dòng chữ tiếng Hy Lạp là "ΒΑΣΙΛΕΩΣ ΠΕΡΣΕΩΣ" (Vua Perseus).

Perseus (tiếng Hy Lạp: Περσεύς; khoảng 212 TCN - 166 TCN) là vị vua cuối cùng (Basileus) của nhà Antigonos, người cai trị nhà nước kế tục (Diadochi) ở Macedonia được thành lập sau cái chết của Alexandros Đại đế. Ông được coi là người cuối cùng của dòng họ này, sau khi thua trận Pydna ngày 22 tháng sáu 168 trước Công nguyên, sau đó Macedonia nằm dưới sự cai trị của La Mã.

## Triều đại
Năm 179 trước Công nguyên Philippos V của Macedonia qua đời. Trong những năm trước đó Philippos đã hành quyết người con trai thân La Mã Demetrios của mình. Perseus ghen tị với thành công của Demetrios khi làm đại sứ tại Rome và đã thuyết phục cha mình về Demetrios như là một người cướp ngôi tiềm năng. Người La Mã ủng hộ vai trò của Demetrius, và vai trò của Perseus trong vụ giết Demetrios đã khiến cho ông không được Roma quý mến khi ông lên ngôi.
Một trong những hành động đầu tiên của ông trở thành vị vua được gia hạn hiệp ước với Rom. Tuy nhiên, những hành động của ông gây khó chịu cho RomA. Sự can thiệp của ông trong công việc của những người hàng xóm của ông, sự hất cẳng đồng minh La mã Abrupolis từ vùng lãnh thổ của ông, quân đội của ông tới Delphi, sự tránh mặt của ông đối với đại sứ La Mã ở Macedonia, và cuộc hôn nhân triều đại của ông, tất cả đã gây ra vấn đề cho Roma. Ngay sau đó, Roma và Perseus đã đi đến chiến tranh trong chiến tranh Macedonia lần thứ ba(171-168 TCN). Mặc dù Perseus đã có một số thành công ban đầu, cuộc chiến tranh đã kết thúc với sự đầu hàng của nhà vua trước tướng La Mã là Lucius Aemilius Paullus sau thất bại quyết định của ông trong trận Pydna, và cuối cùng ông trở thành tù nhân ở thủ đô Roma với người em trai cùng cha Philippus của ông và con trai là Alexander. Blaise Pascal đề cập đến trong Pensées của mình (Lafuma 15) rằng Perseus đã bị chê trách cho việc không tự tử, được cho là sau thất bại và bị bắt tại Pydna. Vương quốc Antigonos bị giải thể, và được thay thế với bốn nước cộng hòa. Vua Andriscus của Macedonia đã chấm dứt sự cai trị của La Mã được khoảng một năm, nhưng đã bị quân La Mã đánh bại vào năm 148 trước Công nguyên. Vào năm 146 Trước Công Nguyên, bốn nước cộng hòa đã bị giải thể, và Macedonia chính thức trở thành tỉnh Macedonia của La Mã.
Trong năm 178 TCN ông đã kết hôn với Laodice V, con gái của Seleukos IV từ Syria. Một con trai của Perseus và Laodice, Alexandros vẫn còn là một đứa trẻ khi Perseus bị chinh phục bởi những người La Mã, và sau cuộc diễu hành chiến thắng của Aemilius Paullus trong năm 167 TCN, ông ta đã bị tạm giữ tại Alba Fucens, cùng với cha của mình. Ông trở thành một thợ kim hoàn lành nghề, học tiếng Latin, và trở thành một công chứng viên công cộng.